# Баранов, Константин Яковлевич
Константин Яковлевич Бара́нов (3 июня 1910, с. Большое Козино, Нижегородская губерния — 15 октября 1985, Алма-Ата) — художник, заслуженный деятель искусства Казахстана (1971).
В 1927—1930 годах — учился в художественной мастерской И. Л. Копылова в г. Иркутск. В 1947—1956 годах главный художник Казгосиздата. В 1948—1951 годах председатель правления Союза художников Казахстана. Внёс значительный вклад в развитие казахстанской графики.

## Творчество
Широко известны линогравюры «Караганда» (1963), «Рыбаки Балхаша и Арала» (1966), акварели «У озера» (1937), «На маневрах» (1938), литографии «Ремонт мартена» (1961). «Джамбул» (1971), «Абай» (1981) и др. Оформил книги: «Северные сказки» Б. М. Ошарова (1934), «Казахские народные сказки» (1950), «Казахские и уйгурские сказки» (1951), «Казахский эпос» (1956) и др.

## Награды
Награждён орденом Отечественной войны 1-й и 2-й степеней, Красной Звезды.